# Lubok Batee
Lubok Batee is een bestuurslaag in het regentschap Aceh Besar van de provincie Atjeh, Indonesië. Lubok Batee telt 882 inwoners (volkstelling 2010).